# Lake Aerodrome
Lake Aerodrome är en sjö i Australien. Den ligger i delstaten Western Australia, omkring 1 000 kilometer nordost om delstatshuvudstaden Perth. Arean är 0,28 kvadratkilometer. Den sträcker sig 1,0 kilometer i nord-sydlig riktning, och 0,7 kilometer i öst-västlig riktning.
Omgivningarna runt Lake Aerodrome är i huvudsak ett öppet busklandskap. Trakten runt Lake Aerodrome är nära nog obefolkad, med mindre än två invånare per kvadratkilometer. Genomsnittlig årsnederbörd är 458 millimeter. Den regnigaste månaden är januari, med i genomsnitt 166 mm nederbörd, och den torraste är augusti, med 1 mm nederbörd.